# Alan Chugajev (zápasník, 1990)
Alan Chugajev (Huygaty) (* 18. října 1990, Vladikavkaz) je ruský zápasník–volnostylař osetské národností.

## Sportovní kariéra
Zápasit začal v 9 letech ve Vladikavkazu pod vedením Chasana Apajeva. Vrcholově se připravuje v Samaře v armádním tréninkovém centru CSKA pod vedením Giorgi Berišviliho. V širším výběru ruské volnostylařské reprezentace se pohybuje od roku 2011 ve váze do 125 kg. V roce 2012 a 2016 neuspěl v ruské olympijské nominaci na úkor Bilala Machova.

## Výsledky
| Olympijské hry     | —  |    |    |   | — |   |    |   | — |     |   |     |  |  |  |  |  |  |  |  |  |  |  |
| Mistrovství světa  |    | —  | —  | — |   | — | —  | — |   | —   | — | úč. |  |  |  |  |  |  |  |  |  |  |  |
| Evropské hry       |    |    |    |   |   |   |    | — |   |     |   | —   |  |  |  |  |  |  |  |  |  |  |  |
| Mistrovství Evropy | —  | —  | —  | — | — | — | 2. | — | — | úč. | — | —   |  |  |  |  |  |  |  |  |  |  |  |
| MS juniorů         | —  | —  | 7. |   |   |   |    |   |   |     |   |     |  |  |  |  |  |  |  |  |  |  |  |
| ME juniorů         | 7. | 1. | —  |   |   |   |    |   |   |     |   |     |  |  |  |  |  |  |  |  |  |  |  |